# 生产关系
生產关系（德語：Produktionsverhältnisse）是一个马克思主义概念。在以物质资料生产为前提下，生产关系是指人们在社会生产中形成的一种一定的、必然的、不以他们的意志为转移的关系，和生产力有密不可分的关系。生产关系在一定生产力的基础下产生，反过来又会限制生产力。生产关系是其他社会关系的基础，是一种物质利益关系；其他社会关系都在生产关系上建立起来。

## 词源
它第一次出现在马克思的著作《哲学的贫困》中，但其实马克思生前未发表的《德意志意识形态》中已有这个概念。

马克思定义说：
各个人借以进行生产的社会关系，即社会生产关系，是随着物质生产资料、生产力的变化和发展而变化和改变的。生产关系总合起来就构成为所谓社会关系，构成为所谓社会，并且是构成为一个处于一定历史发展阶段上的社会，具有独特的特征的社会。

## 概述
在马克思主义哲学中，生产关系是表示社会内部人与人的关系的哲学范畴。
马克思主义哲学认为，生产关系是在社会生产过程中形成的人与人的关系。生产关系是一复杂的经济结构，包括生产资料的所有制形式、各种社会集团在生产过程中的地位和交换关系、产品的分配形式以及由此所直接决定的消费关系三个方面。其中，生产资料的所有制形式是生产关系最基本的方面，是全部生产关系的基础，决定着生产关系的其他内容。斯大林在《苏联社会主义经济问题》一书中，第一次提出生产关系的内容包括三个方面，“（一）生产资料的所有制形式；（二）由此产生的各种不同社会集团在生产中的地位以及他们的相互关系，或如马克思所说的，‘互相交换其活动’；（三）完全以它们为转移的产品分配形式。”
生产关系的这三个方面体现在生产、分配、交换、消费各个环节之中。
生产关系是一种不以人的意志为转移的、客观的社会关系。

## 参看
- 生产力
- 经济基础和上层建筑
- 历史唯物主义